# Эффенберг, Штефан
Ште́фан Э́ффенберг (нем. Stefan Effenberg; род. 2 августа 1968, Гамбург, ФРГ) — немецкий футболист и футбольный тренер, играл на позиции центрального полузащитника, выполнял функции плеймейкера. Он выступал за немецкие клубы «Боруссия» Мёнхенгладбах, «Бавария» Мюнхен (в обоих был капитаном), «Вольфсбург», итальянскую «Фиорентину» и катарский «Аль-Араби». В составе национальной сборной Германии Эффенберг сыграл 35 матчей и забил 5 голов, был финалистом чемпионата Европы 1992 года и участником чемпионата мира 1994 года. Он был известен своими скандальными выходками, главной из которых стал показанный болельщикам средний палец во время матча чемпионата мира, после чего футболист надолго был лишён права выступать за сборную.
После завершения карьеры футболиста в 2004 году Эффенберг работал на телевидении, комментировал футбольные матчи. В 2015 году он перешёл на тренерскую работу, возглавив клуб «Падерборн 07».

## Игровая карьера

### Клубная
На детском и юношеском уровне Эффенберг 12 лет выступал за команду «Виктория» из его родного города Гамбурга. За взрослый состав этого клуба играл его отец Дитер. В юности Эффенберг был болельщиком мюнхенской «Баварии» и мечтал выступать за этот клуб. Играя за молодёжный состав «Виктории», Штефан не отличался особым техническим мастерством, но компенсировал его нехватку волевыми качествами, проявлял себя бойцом и лидером, стремился быть лучшим.
В 17 лет Эффенберг попал на сборы Национального футбольного союза, где его приметили скауты мёнхенгладбахской «Боруссии», а главный тренер Юпп Хайнкес вскоре пригласил его в команду. В 18 лет Штефан подписал с «Боруссией» первый профессиональный контракт. Поначалу его карьера в клубе складывалась удачно, он быстро стал одним из лучших игроков команды, его называли новым Гюнтером Нетцером, но уже через несколько сезонов стал сказываться непростой характер Эффенберга. Со многими в клубе Штефан конфликтовал, нелицеприятно отзывался о своих партнёрах в интервью. Сама «Боруссия» не соответствовал его амбициям, лишь дважды при Эффенберге она занимала места в десятке лучших команд Бундеслиги, а в одном сезоне и вовсе финишировала на 15-м месте. Скандальное поведение Штефана во многом было обусловлено его желанием покинуть команду и было формой давления на её руководство, которое до того не хотело расставаться с талантливым футболистом.
В 1990 году Эффенберг перешёл в мюнхенскую «Баварию», которая в шести предыдущих сезонах пять раз становилась чемпионом Германии. Переход игрока обошёлся клубу в 4,5 млн марок, что по тем временам являлось немалой суммой. Однако с приходом Штефана в команду в её игре начался серьёзный игровой спад. Поскольку скандалы с участием Эффенберга продолжились и на новом месте, и становились достоянием общественности, болельщики обвиняли его в развале команды, освистывали во время матчей и требовали его отчисления. Штефан публично конфликтовал с тренером и требовал продать его в другую команду. При этом на футбольном поле Эффенберг по-прежнему демонстрировал высокий уровень игры, оставался на ведущих ролях в национальной сборной и стал единственным представителем «Баварии», вызванным в сборную Германии на чемпионат Европы 1992 года.
К 1992 году, когда отношения Эффенберга с игроками, тренерами и болельщиками «Баварии» были окончательно испорчены, велись переговоры о его переходе в итальянскую «Фиорентину». Клубы не смогли договориться между собой о трансфере футболиста, и тогда Эффенберг вместе с женой отправился в Италию и договорился о более приемлемых для клуба условиях, снизив для этого свои изначальные требования. В сезоне 1992/1993 имевший сильный состав клуб умудрился вылететь в Серию B. Эффенберг остался в команде, но вновь проявил себя с негативной стороны, едва не подравшись с болельщиками клуба во время тренировки.
Летом 1994 года оскандалившийся на чемпионате мира Эффенберг вернулся в «Боруссию». Он пересмотрел своё поведение и стал вести себя более сдержано, что позволило ему стать капитаном команды и вернуть расположение болельщиков. В 1995 году Эффенберг помог клубу выиграть Кубок Германии. В сезоне 1997/1998 Штефан проявил себя не только талантливым диспетчером, но и настоящим лидером команды, способным вести за собой партнёров.
По настоянию жены и, по совместительству, личного менеджера Мартины Штефан Эффенберг вновь решил попробовать свои силы в «Баварии», куда он перешёл в 1998 году. Следующие четыре сезона в мюнхенском клубе оказались самыми успешными в карьере Эффенберга. Он был одним из лучших игроков в команде, стал её капитаном и лидером. В 1999 году играл с «Баварией» в финале Лиги чемпионов, где немцы на последних минутах уступили английскому «Манчестер Юнайтед». В 2001 году Эффенберг стал главным героем финального матча Лиги чемпионов против «Валенсии», в котором он забил два пенальти, один с игры, другой в послематчевой серии, что позволило «Баварии» выиграть турнир. УЕФА признал Эффенберга самым ценным игроком еврокубкового сезона 2000/2001. Также Штефан три года подряд (1999—2001) становился чемпионом Германии, выиграл ещё один Кубок Германии в 2000 году и Межконтинентальный кубок в 2001 году.
После истечения контракта с «Баварией» летом 2002 года Эффенберг задумывался о завершении карьеры, однако получил выгодное предложение из «Вольфсбурга» и подписал с клубом однолетний контракт. Сезон 2002/2003 команда проводила слабо, к его середине закрепившись в нижней половине турнирной таблицы. В марте 2003 года тренер Вольфганг Вольф был уволен, на его место пришёл Юрген Рёбер. Эффенберг поначалу отнёсся к смене тренера позитивно, отметив успехи Рёбера в его предыдущем клубе, «Герте». Однако вскоре между игроком и новым тренером разгорелся конфликт. Рёбер не ставил Эффенберга в состав и требовал от него сбросить лишний вес, Штефан настаивал, что находится в оптимальной форме. В итоге, не сыграв при Рёбере ни одного матча, 3 апреля Эффенберг разорвал контракт с «Вольфсбургом» и уехал с семьёй отдыхать во Флориду.
Последним клубом в игровой карьере Эффенберга стал катарский «Аль-Араби», куда он перешёл 1 сентября 2003 года. Немец подписал контракт на год, за который его зарплата составила более 2 млн евро. В «Аль-Араби» Эффенбергу довелось вновь поиграть вместе с Габриэлем Батистутой, который был его партнёром в «Фиорентине».

### Выступления за сборную
5 июня 1991 года Эффенберг дебютировал в национальной сборной Германии в матче со сборной Уэльса в Кардиффе, встреча завершилась поражением немцев со счётом 1:0. На чемпионате Европы 1992 года Эффенберг был одним из лучших в составе сборной Германии. Он сыграл пять матчей и забил гол в ворота сборной Шотландии, помог немцам дойти до финала, где они уступили сборной Дании, а сам был включён в символическую сборную турнира.
Тренер Берти Фогтс взял Эффенберга на чемпионат мира 1994 года, проходивший в США. Штефан выходил в стартовом составе во всех матчах группового этапа, однако в последнем, против сборной Южной Кореи, оказался в центре скандала. Немцы вели в счёте 3:0, но во втором тайме стали уставать из-за сильной жары и позволили соперникам перехватить инициативу и в итоге пропустили два мяча (матч так и закончился со счётом 3:2 в пользу немцев). Немецкие болельщики решили, что виноват Эффенберг, и стали выкрикивать в его адрес оскорбления. На это Штефан, которого тренер как раз заменял, ответил, показав средний палец, что было запечатлено в телетрансляции. После этого инцидента Эффенберг был немедленно отчислен из команды.
Лишь в 1998 году он, успев реабилитироваться за свои скандальные выходки, принял участие в двух товарищеских матчах сборной Германии. Всего на его счету 35 сыгранных матчей и пять забитых голов за национальную команду.
Однако в 2002 году Эффенберг сам отказался от поездки на чемпионат мира в Южной Корее и Японии.

## Тренерская карьера
13 октября 2015 года назначен главным тренером клуба Второй Бундеслиги «Падерборн 07». Контракт подписан до 30 июня 2017 года. 16 октября 2015 года дебютной для тренера Эффенберга стала домашняя игра 11-тура второго дивизиона чемпионата Германии 2015/16 против «Айнтрахта» (Брауншвейг) (2:0).

## Игровая характеристика
Штефан Эффенберг играл в центре полузащиты, выполнял функции плеймейкера. Тренер «Баварии» Оттмар Хитцфельд называл Эффенберга одним из лучших полузащитников мира. Штефан обладал лидерскими качествами, умел вдохновлять и вести за собой партнёров, в критических ситуациях не боялся брать на себя игру. Несмотря на своё скандальное поведение вне футбольного поля, в игре Эффенберг редко давал выход эмоциям. За почти четыре сотни матчей в Бундеслиге его удаляли с поля лишь семь раз.

## Достижения

### Командные
«Бавария»
- Чемпион Германии (3): 1998/99, 1999/00, 2000/01
- Обладатель Кубка Германии: 1999/00
- Обладатель Кубка немецкой лиги (3): 1998, 1999, 2000
- Обладатель Суперкубка ФРГ: 1990
- Победитель Лиги чемпионов: 2000/2001
- Обладатель Межконтинентального кубка: 2001
- Финалист Лиги чемпионов: 1998/1999

«Боруссия» (Мёнхенгладбах)
- Обладатель Кубка Германии: 1994/1995

«Фиорентина»
- Чемпион итальянской Серии B: 1993/94

Сборная Германия
- Финалист чемпионата Европы: 1992

### Личные
- Клубный футболист года по версии УЕФА: 2001
- Самый ценный игрок Лиги чемпионов: 2000/2001
- Самый ценный игрок сезона 2000/2001 по версии УЕФА[4]
- Включён в символическую сборную чемпионата Европы 1992 года[9]
- Входит в состав символической сборной по версии European Sports Media: 1998/1999
- Входит в команду года Бундеслиги (7): 1990/1991, 1991/1992, 1994/1995, 1995/1996, 1996/1997, 1997/1998, 1999/2000

## Статистика выступлений

### Клубная карьера
| Клуб                   | Сезон            | Лига | Лига | Кубки | Кубки | Еврокубки | Еврокубки | Прочее | Прочее | Итого | Итого |
| Клуб                   | Сезон            | Игры | Голы | Игры  | Голы  | Игры      | Голы      | Игры   | Голы   | Игры  | Голы  |
| ---------------------- | ---------------- | ---- | ---- | ----- | ----- | --------- | --------- | ------ | ------ | ----- | ----- |
| Боруссия Мёнхенгладбах | 1987/88          | 15   | 1    | —     | —     | —         | —         | —      | —      | 15    | 1     |
| Боруссия Мёнхенгладбах | 1988/89          | 29   | 3    | 2     | 0     | —         | —         | —      | —      | 31    | 3     |
| Боруссия Мёнхенгладбах | 1989/90          | 29   | 6    | 3     | 0     | —         | —         | —      | —      | 32    | 6     |
| Боруссия Мёнхенгладбах | Итого            | 73   | 10   | 5     | 0     | 0         | 0         | 0      | 0      | 78    | 10    |
| Бавария                | 1990/91          | 32   | 9    | 1     | 0     | 8         | 1         | 1      | 0      | 42    | 10    |
| Бавария                | 1991/92          | 33   | 10   | 1     | 0     | 4         | 1         | —      | —      | 38    | 11    |
| Бавария                | Итого            | 65   | 19   | 2     | 0     | 12        | 2         | 1      | 0      | 80    | 21    |
| Фиорентина             | 1992/93          | 30   | 5    | 4     | 2     | —         | —         | —      | —      | 34    | 7     |
| Фиорентина             | 1993/94          | 26   | 7    | 4     | 0     | —         | —         | —      | —      | 30    | 7     |
| Фиорентина             | Итого            | 56   | 12   | 8     | 2     | 0         | 0         | 0      | 0      | 64    | 14    |
| Боруссия Мёнхенгладбах | 1994/95          | 30   | 7    | 5     | 2     | —         | —         | —      | —      | 35    | 9     |
| Боруссия Мёнхенгладбах | 1995/96          | 31   | 7    | 2     | 1     | 6         | 3         | 1      | 0      | 40    | 11    |
| Боруссия Мёнхенгладбах | 1996/97          | 29   | 1    | 2     | 0     | 3         | 2         | —      | —      | 34    | 3     |
| Боруссия Мёнхенгладбах | 1997/98          | 28   | 8    | 1     | 0     | —         | —         | —      | —      | 29    | 8     |
| Боруссия Мёнхенгладбах | Итого            | 118  | 23   | 10    | 3     | 9         | 5         | 1      | 0      | 138   | 31    |
| Бавария                | 1998/99          | 31   | 8    | 8     | 3     | 12        | 5         | —      | —      | 51    | 16    |
| Бавария                | 1999/00          | 27   | 2    | 6     | 0     | 11        | 2         | —      | —      | 44    | 4     |
| Бавария                | 2000/01          | 20   | 4    | —     | —     | 10        | 1         | —      | —      | 30    | 5     |
| Бавария                | 2001/02          | 17   | 2    | 5     | 0     | 7         | 1         | —      | —      | 29    | 3     |
| Бавария                | Итого            | 95   | 16   | 19    | 3     | 40        | 9         | 0      | 0      | 154   | 28    |
| Вольфсбург             | 2002/03          | 19   | 3    | 2     | 0     | —         | —         | —      | —      | 21    | 3     |
| Вольфсбург             | Итого            | 19   | 3    | 2     | 0     | 0         | 0         | 0      | 0      | 21    | 3     |
| Аль-Араби              | 2003/04          | 15   | 4    | —     | —     | —         | —         | —      | —      | 15    | 4     |
| Аль-Араби              | Итого            | 15   | 4    | 0     | 0     | 0         | 0         | 0      | 0      | 15    | 4     |
| Всего за карьеру       | Всего за карьеру | 441  | 87   | 46    | 8     | 61        | 16        | 2      | 0      | 550   | 111   |